# George Arnott Walker Arnott
George Arnott Walker Arnott (Edimburgo, 6 de fevereiro de 1799 – Glasgow, 17 de abril de 1868) foi um botânico escocês.

## Biografia
Arnott é admitido aos 14 anos e obtém seu título de mestrado na Universidade de Edimburgo em 1818. É também admitido na faculdade de direito em 1821 porém não a concluiu pois não gostava de falar em público. Estudou botânica e passou a conviver com Robert Wight (1796-1872), Robert Kaye Greville (1794-1866) e, mais tarde, com William Jackson Hooker (1785-1865).
Trabalhou em Paris a partir de 1821. Casou-se com Mary Hay Barclay em 1831, com a qual teve três filhos e cinco filhas. Tornou-se colaborador de Hooker no estudo dos espécimes colhidos na América do Norte, quando da sua viagem a bordo do "HMS Blossom", comandado por Frederick William Beechey (1796-1856). A partir de 1839 passou a ser assistente de Hooker em Glasgow e assumiu, em 1845, a cátedra de botânica da universidade da cidade.
Colaborou com Wight na redação do "Illustrations of Indian Botany" e de "Prodomus floræ peninsulæ indiæ orientalis", e com Hooker na sexta edição de "British Flora" (1850), obras que descrevem a flora indiana.

## Obras
- Disposition méthodique des espèces de mousses, 1825
- Tentamen methodi muscorum ( com Robert Kaye Greville), 1826